# 柳德米拉·鲁坚科
柳德米拉·弗拉基米罗芙娜·鲁坚科（俄语：Людмила Владимировна Руденко，羅馬化：Lyudmila Vladimirovna Rudenko，1904年—1986年），苏联（乌克兰）国际象棋女棋手，是继维拉·明契克之后的第二位女子世界冠军。
其于1953年被授予国际大师（IM）与女子国际大师（WIM）两个世界国际象棋联合会（FIDE）称号，并于1976年被授予女子特级大师（WGM）称号。鲁坚科是第一位获得国际大师称号的女性。并于1952年获得苏联女子国际象棋锦标赛冠军。
2018年7月，即其114周年诞辰之际，她被置于谷歌涂鸦上，以示纪念。